# Mallos (ville)
Pour les articles homonymes, voir Mallos et Mallus.
Mallos ou Mallus est une ancienne ville en Cilicie fondée par Mopsos fils de Manto.
Mallus était une cité antique de Cilicia Campestris (appelée plus tard Cilicia Prima). La ville était située près de l'embouchure du fleuve Pyramus (appelé maintenant Ceyhan Nehri et qui a changé de cours depuis) en Anatolie. Aux temps antiques, la ville était située sur une colline faisant face à Magarsus, ville qui lui servait de port.
Le district tirait son nom de la ville : Mallotis.
La localisation du site est actuellement dans les terres à quelques kilomètres de la côte méditerranéenne sur une élévation sur la péninsule de Karataş, dans la province d'Adana en Turquie actuelle. La ville est située aux voisinage du village de Kızıltahta (« bois rouge ») et peut-être entre ce village et le pont en ruine sur le Ceyhan. Ce pont d'époque ottomane a été construit sur les fondations d'un pont romain de l'époque impériale.

## Personnalités liées à la ville
- Cratès de Mallos
- Philistidès de Mallos